# Honda RA273
Honda RA273 – samochód Formuły 1 zaprojektowany przez Yoshiego Nakamurę i Shoichiego Sano dla zespołu Honda. Model ten uczestniczył w sezonach 1966–1967. W porównaniu do poprzednika, Hondy RA272, posiadał zupełnie nowy silnik: jednostka o pojemności 1,5 l została zastąpiona silnikiem 3,0 l zaprojektowanym przez Shoichiro Irimajiriego.

## Wyniki w Formule 1
| Legenda oznaczeń w tabelach wyników Wyświetl szablon na nowej stronie | Legenda oznaczeń w tabelach wyników Wyświetl szablon na nowej stronie                                                                     |
| Oznaczenie                                                            | Wyjaśnienie |
| --------------------------------------------------------------------- | --- |
| Złoty                                                                 | Zwycięzca lub mistrzostwo |
| Srebrny                                                               | 2. miejsce lub wicemistrzostwo |
| Brązowy                                                               | 3. miejsce lub II wicemistrzostwo |
| Zielony                                                               | Ukończył, punktował (w klasyfikacji generalnej, gdy zdobył co najmniej jeden punkt na przestrzeni sezonu, poza trzema powyższymi opcjami) |
| Niebieski                                                             | Ukończył, nie punktował (w klasyfikacji generalnej, gdy nie zdobył co najmniej jednego punktu na przestrzeni sezonu)                      |
| Czerwony                                                              | Nie zakwalifikował się (NZ) |
| Czerwony                                                              | Nie prekwalifikował się (NPK) |
| Różowy                                                                | Nie ukończył (NU) |
| Różowy                                                                | Niesklasyfikowany (NS) (w klasyfikacji generalnej, gdy nie został sklasyfikowany w żadnym wyścigu sezonu)                                 |
| Czarny                                                                | Zdyskwalifikowany (DK) |
| Czarny                                                                | Wykluczony (WYK/EX) |
| Biały                                                                 | Nie wystartował (NW) |
| Biały                                                                 | Kontuzjowany (K/INJ) |
| Biały                                                                 | Wyścig odwołany (OD/C) |
| Bez koloru                                                            | Został wycofany (WYC/WD) |
| Bez koloru                                                            | Nie przybył (NP/DNA) |
| Bez koloru                                                            | Nie brał udziału w treningach (NT/DNP) |
| Bez koloru                                                            | Nie został zgłoszony (–) |
| Pogrubienie                                                           | Start z pole position |
| Kursywa                                                               | Najszybsze okrążenie wyścigu |
| †                                                                     | Nie ukończył, ale jego rezultat został zaliczony ze względu na przejechanie więcej niż 90% dystansu wyścigu.                              |
| *                                                                     | Sezon w trakcie |
| 1/2/3                                                                 | Punktowana pozycja w sprincie kwalifikacyjnym                                                                                             |
| Lista systemów punktacji Formuły 1                                    | |

| Sezon | Zespół            | Silnik    | Opony | Kierowcy       | 1   | 2   | 3   | 4   | 5   | 6   | 7   | 8   | 9   | 10  | 11  | Punkty | Miejsce |
| ----- | ----------------- | --------- | ----- | -------------- | --- | --- | --- | --- | --- | --- | --- | --- | --- | --- | --- | ------ | ------- |
| 1966  | Honda R&D Company | Honda V12 | G     |                | MCO | BEL | FRA | GBR | NLD | DEU | ITA | USA | MEX |     |     | 3      | 8       |
| 1966  | Honda R&D Company | Honda V12 | G     | Richie Ginther |     |     |     |     |     |     | NU  | NU  | 4   |     |     | 3      | 8       |
| 1966  | Honda R&D Company | Honda V12 | G     | Ronnie Bucknum |     |     |     |     |     |     |     | NU  | 8   |     |     | 3      | 8       |
| 1967  | Honda Racing      | Honda V12 | F     |                | RSA | MCO | NLD | BEL | FRA | GBR | DEU | CAN | ITA | USA | MEX | 4      | 4       |
| 1967  | Honda Racing      | Honda V12 | F     | John Surtees   | 3   | NU  | NU  | NU  |     | 6   | 4   |     |     |     |     | 4      | 4       |